# François-Ignace Derendinger
François-Ignace Derendinger, né en 1775 à Achern dans l'Autriche antérieure (pays de Bade, Saint-Empire) et mort le 18 avril 1847 à Haguenau, est un restaurateur, cultivateur et brasseur à Haguenau qui fut en 1805 l'introducteur de la culture du houblon dans cette ville et qui se diffusa ensuite dans le Bas-Rhin.

## Biographie

### Origines familiales
Fils de Francois-Joseph Derendinger, aubergiste à Achern, et de Marie-Madeleine Ernstin, il est issu d'une famille alsacienne fixée au XVIIIe siècle dans le Margraviat de Bade où ses parents étaient hôteliers.

### Restaurateur et brasseur à Haguenau
En 1802, il s'installa à Haguenau où il épousa le 18 janvier 1807 Marie-Élisabeth Pfohl, une veuve de brasseur et devint restaurateur, à l'enseigne « Au lion d’or ».

### Introducteur de la culture du houblon dans le département du Bas-Rhin
En 1805, il y eut pénurie de houblon. On ne pouvait s'en procurer que par importation et les 50 kilogrammes se payaient alors 600 francs, François-Ignace Derendinger rompit avec la tradition d'importer du houblon nécessaire au brassage de la bière qu'il débitait à sa clientèle et alla chercher en Bohême 800 pousses de houblon pour acclimater la plante en Alsace.
François-Ignace Derendinger fut suivi par d'autres brasseurs d'Haguenau qui plantèrent à leur tour du houblon. Dans les premiers temps les brasseurs de Strasbourg dédaignèrent leur production parce qu'ils étaient habitués au houblon étranger et qu'il n'étaient pas encore au fait de cette culture à laquelle beaucoup d'entre eux finirent par renoncer. Mais à partir de 1820 le renom du houblon alsacien devint grandissant. 
François-Ignace Derendinger fut naturalisé français le 15 juillet 1820 (la publication de l'ordonnance au Bulletin des lois lui donne le nom « de Rendinger », bien qu'il continua ainsi que ses enfants à porter le nom « Derendinger »,).
Après sa naturalisation, il céda sa brasserie à son fils, pour se livrer entièrement à la culture du houblon.
Le 10 mai 1835, le conseil municipal de la ville de Haguenau, en témoignage de sa reconnaissance, consigna dans une délibération spéciale, qu'elle déclarait François-Ignace Derendinger introducteur de la culture du houblon dans l'arrondissement de Haguenau.

### Descendance
Il eut pour fils François-Ignace Derendinger, né le 16 décembre 1804 à Haguenau et décédé le 20 juin 1848 en cette même ville, marchand de vin à Haguenau, marié le 9 juillet 1832 à Gunstett avec Marie-Antoinette Kuhn.
Parmi ses petits-fils nous pouvons citer François Ignace Derendinger (1837-1904), général de division, marié à Marie Hoërter (1853-1929).
Ils ont un fils Jean-Robert Derendinger, également appelé de Rendinger, qui épouse à Versailles le 19 octobre 1912 Simonne Henriette Lucie Bellot de Busy (née à Versailles le 25 octobre 1889, morte à Paris le 12 octobre 1952).
Jean-Robert de Rendinger (né à Paris le 16 avril 1881, mort à Paris le 24 mars 1958) est général de division, comme son père, grand-officier de la Légion d'honneur, de la couronne de Roumanie, de Léopold de Belgique, de l'Étoile Noire, du Cambodge, Commandeur de l'Aigle Blanc, du Ouissam alaouite.[réf. nécessaire].
Il est l'aïeul d'Antonia de Rendinger, comédienne et humoriste française.